# Karl Humenberger
Karl Humenberger (25 oktober 1906 – 28 december 1989) was een Oostenrijks voetballer en voetbalcoach.

## Loopbaan als speler
Als speler kwam Humenberger in het interbellum uit voor diverse clubs in Oostenrijk, Zwitserland en Frankrijk. Hij begon zijn loopbaan bij Floridsdorfer AC in 1926. Vier jaar later verruilde hij deze club voor een seizoen bij SK Admira Wien. In 1931 verhuisde hij naar Zwitserland waar hij een seizoen uitkwam voor FC Zürich. Hij keerde al snel weer terug naar Admira Wien en werd daarmee in seizoen 1933/1934 en 1935/1936 kampioen. Vanaf 1936 speelde hij tot het begin van de Tweede Wereldoorlog in Frankrijk bij RC Strasbourg en ten slotte bij AS Saint-Étienne. Hij werd eenmaal opgeroepen voor het Oostenrijkse nationale elftal in 1928.

## Loopbaan als coach
Ook zijn carrière als coach heeft zich afgespeeld in verschillende landen. Tussen 1952 en 1954 trainde hij SC Ortmann, alvorens hij op voordracht van de Oostenrijkse voetbalbond werd aangenomen bij AFC Ajax als opvolger van Walter Crook. Het Oostenrijkse voetbal stond destijds hoog aangeschreven. Ajax maakte zich op voor de invoering van betaald voetbal in Nederland. Humenberger was de eerste coach die in zelf de opstelling van het elftal mocht bepalen zonder tussenkomst van de elftalcommissie. Hij woonde met zijn vrouw naast het Ajax stadion De Meer.
De eerste twee jaar was het systeem van de latere eredivisie nog rommelig. Humenberger speelde met Ajax eerst in de Eerste Klasse en vervolgens in de Hoofdklasse. In het eerste echte seizoen van de eredivisie, seizoen 1956/1957 wordt Humenberger met Ajax direct landskampioen. Het was het negende kampioenschap in de geschiedenis van de club, en hiermee werd het record van HVV uit Den Haag verbroken. De twee volgende seizoenen werd Humenberger met Ajax respectievelijk derde en zesde.
Het verdedigende spel van Ajax viel niet in goede aarde bij de "commissie betaald voetbal", bestaande uit Jan Schubert, Jan Potharst en Gerrit Keizer. Nadat er ook in de beker en op Europees niveau tegenvallend gepresteerd werd kwam er een einde aan zijn periode bij Ajax. Hij vertrok na het seizoen 1958/1959. Bij Ajax werd hij opgevolgd door Vic Buckingham en hij keerde terug naar Oostenrijk waar hij twee jaar coach zou zijn van Austria Salzburg. In 1961 werd hij aangesteld als coach van het Belgische Antwerp FC. Hij zou daar tot 1964 aan het roer blijven.

## Trivia
- Zijn broer was de onder meer bij Floridsdorfer AC spelende Ferdinand Humenberger.